# Chimère (paléontologie)
Pour les articles homonymes, voir Chimère.
En paléontologie, une chimère est un fossile composé à partir d'éléments provenant de plusieurs espèces (voire genres) d'animaux. Un exemple désormais classique de chimère est le Protoavis.

## Liste de chimères paléontologiques
- "Archaeoraptor"[1],[2]
- Brontosaure, constitué d'un corps d’Apatosaurus et d'un crâne de Camarasaurus[3].
- Homme de Piltdown
- Lametasaurus
- Palaeosaurus (en)
- Beipiaognathus (en)
- Protoavis
- Ultrasauros[4]